# Pendeskoufi
Pendeskoufi (griechisch Πεντεσκούφι (n. sg.) auch Penteskouphia (Πεντεσκούφια)) war eine Siedlung in der Korinthia in Griechenland.

## Beschreibung
Die Siedlung Pendeskoufi lag etwa 2,7 km westlich von Akrokorinth am Nordwestabhang des Berges Kastraki in etwa 210 m Höhe. Es wurde nach dem fränkischen Kastel Penteskouphi, das etwa 1,5 km östlich auf der Spitze des Berges liegt, benannt. Auch der Berg und die Gegend um die Siedlung werden gelegentlich auch Penteskouphia genannt. Die Siedlung ist heute größtenteils verlassen. Es existiert jedoch noch die Kapelle Agios Andonios.

## Geschichte
Am 16. Mai 1928 wurde sie als Siedlung innerhalb der Landgemeinde Palea Korinthos in der Präfektur Argolis und Korinthia offiziell aufgeführt. Bei der Teilung der Präfektur am 29. April 1949 ging sie in die Präfektur Korinthia über. Mit der Verwaltungsreform, dem sogenannten Kapodistrias-Programm, wurde die Siedlung am 4. Dezember 1997 nun der Gemeinde Korinth zugeordnet. Am 18. März 2001 wurde die unbewohnte Siedlung Pendeskoufi schließlich abgeschafft.
Einwohnerentwicklung von Pendeskoufi
| 1928 | 1940 | 1951 | 1961 | 1971 | 1981 | 1991 |
| ---- | ---- | ---- | ---- | ---- | ---- | ---- |
| 51   | 84   | 57   | 24   | 15   | 2    | -    |

## Die Penteskouphia-Tafeln
Bekannt wurde die kleine Siedlung durch den Fund der Pinakes von Penteskouphia („Penteskouphia-Tafeln“). Ein Bauer aus Penteskouphia hatte diese im Jahre 1879 etwa 800 m nordwestlich des Ortes entdeckt und weiterverkauft. Das Interesse der Fachwelt war groß und so versuchte man den Ursprung der Tontafeln zu ermitteln. Das Heiligtum des Poseidon, aus dem die Tafeln vermutlich stammten und das in der Nähe von Penteskouphia lag, konnte bisher noch nicht lokalisiert werden.